# Lempire
Lempire ist eine französische Gemeinde mit 129 Einwohnern (Stand: 1. Januar 2022) im Département Aisne in der Region Hauts-de-France (bis 2015 Picardie). Sie gehört zum Arrondissement Saint-Quentin, zum Kanton Bohain-en-Vermandois und zum Gemeindeverband Pays du Vermandois.

## Lage
Die Gemeinde Lempire liegt an der Grenze zum Département Somme, 18 Kilometer nordnordwestlich von Saint-Quentin und 21 Kilometer südsüdwestlich von Cambrai. Nachbargemeinden von Lempire sind Vendhuile im Norden und Nordosten, Bony im Osten, Ronssoy im Süden sowie Épehy im Westen und Nordwesten. Im Osten der Gemeinde Lempire verläuft die Autoroute A26, an der westlichen Gemeindegrenze eine alte Heerstraße des Systems Chaussée Brunehaut.

## Bevölkerungsentwicklung
| Jahr                       | 1962 | 1968 | 1975 | 1982 | 1990 | 1999 | 2006 | 2014 | 2022 |
| Einwohner                  | 144  | 124  | 122  | 113  | 127  | 107  | 90   | 94   | 129  |
| Quellen: Cassini und INSEE |      |      |      |      |      |      |      |      |      |

## Sehenswürdigkeiten
- Kirche zur Geburt der Heiligen Jungfrau

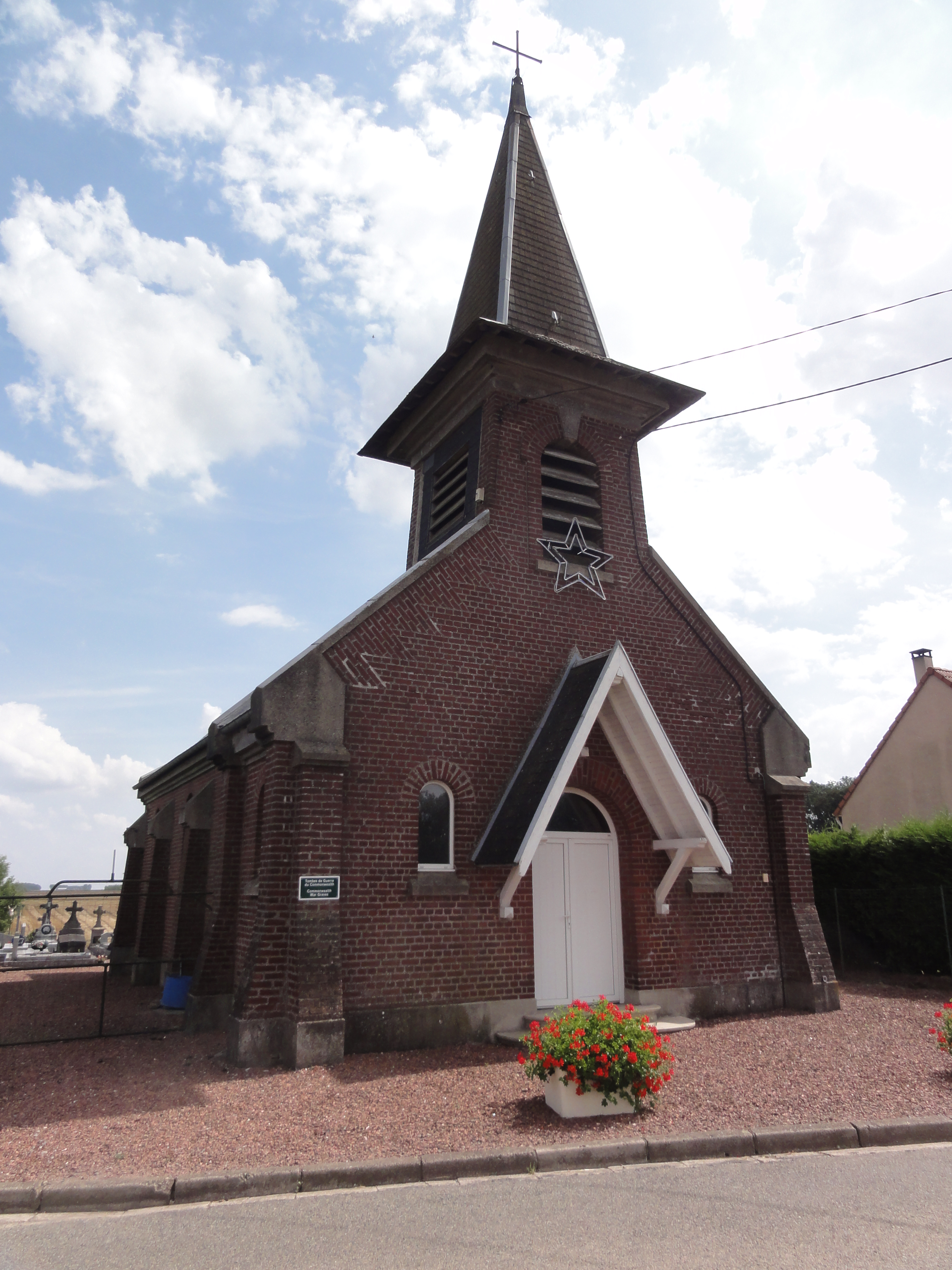
Kirche Nativité-de-la-Sainte-Vierge
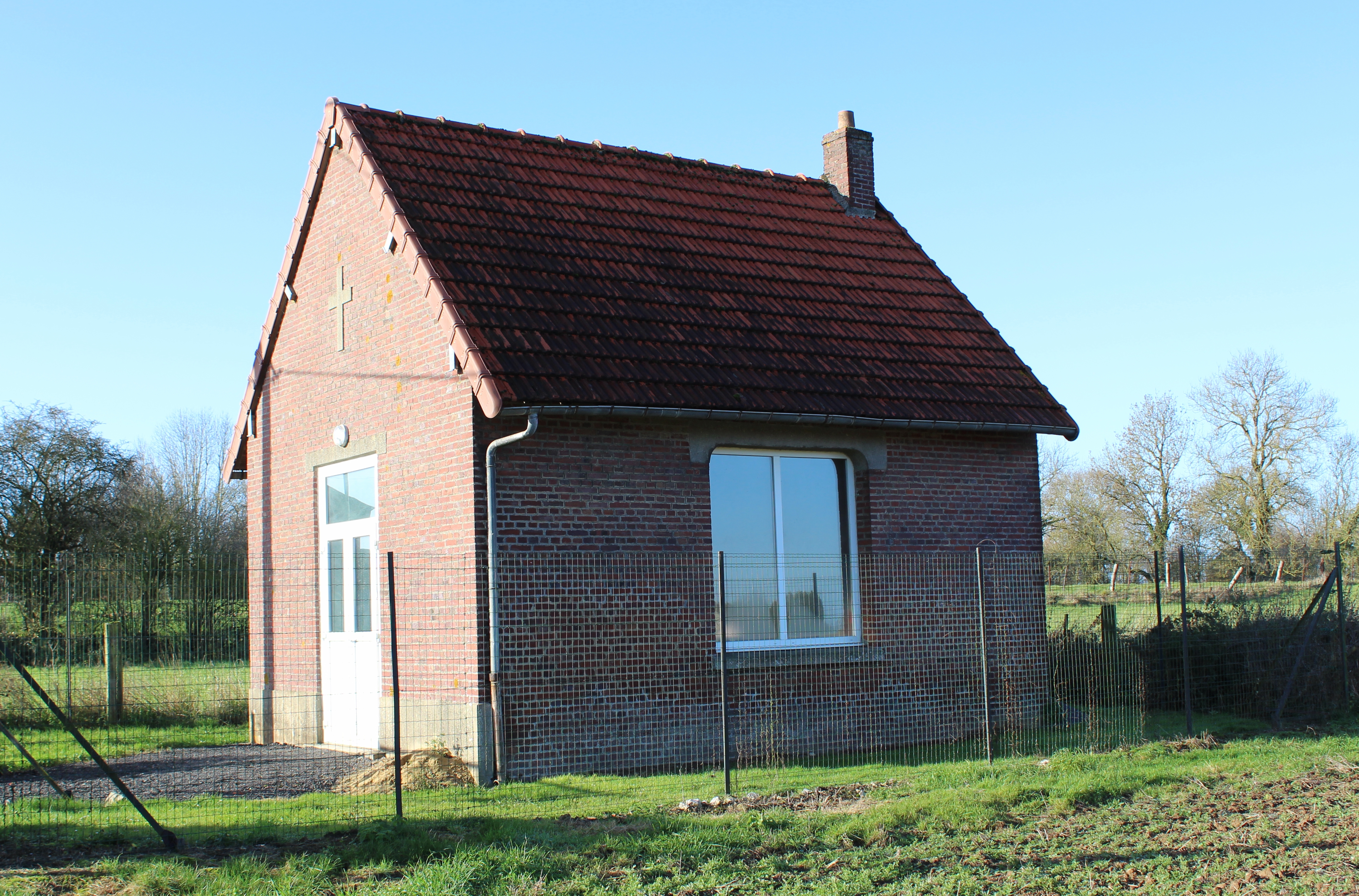
Protestantische Kirche
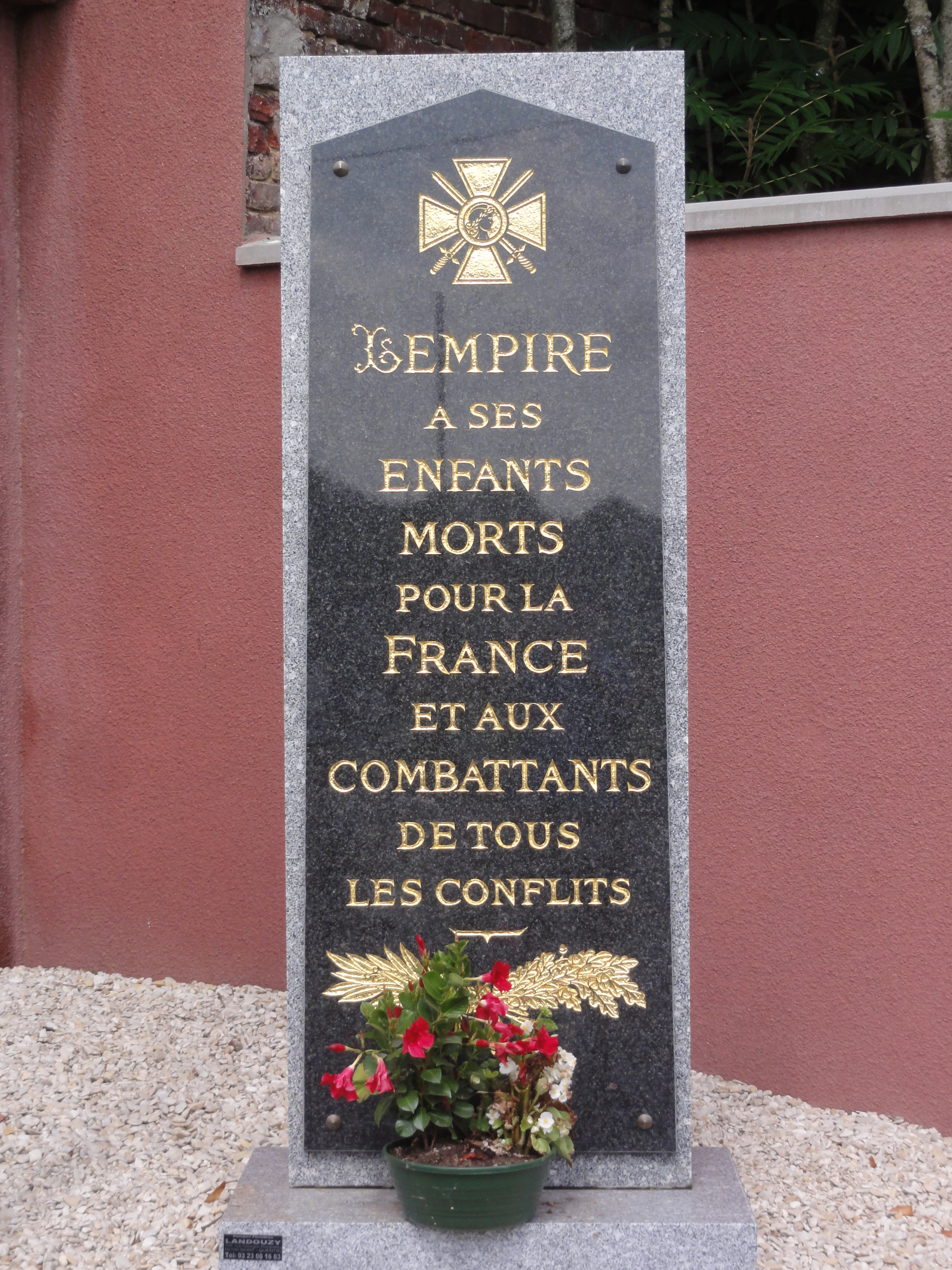
Gefallenendenkmal
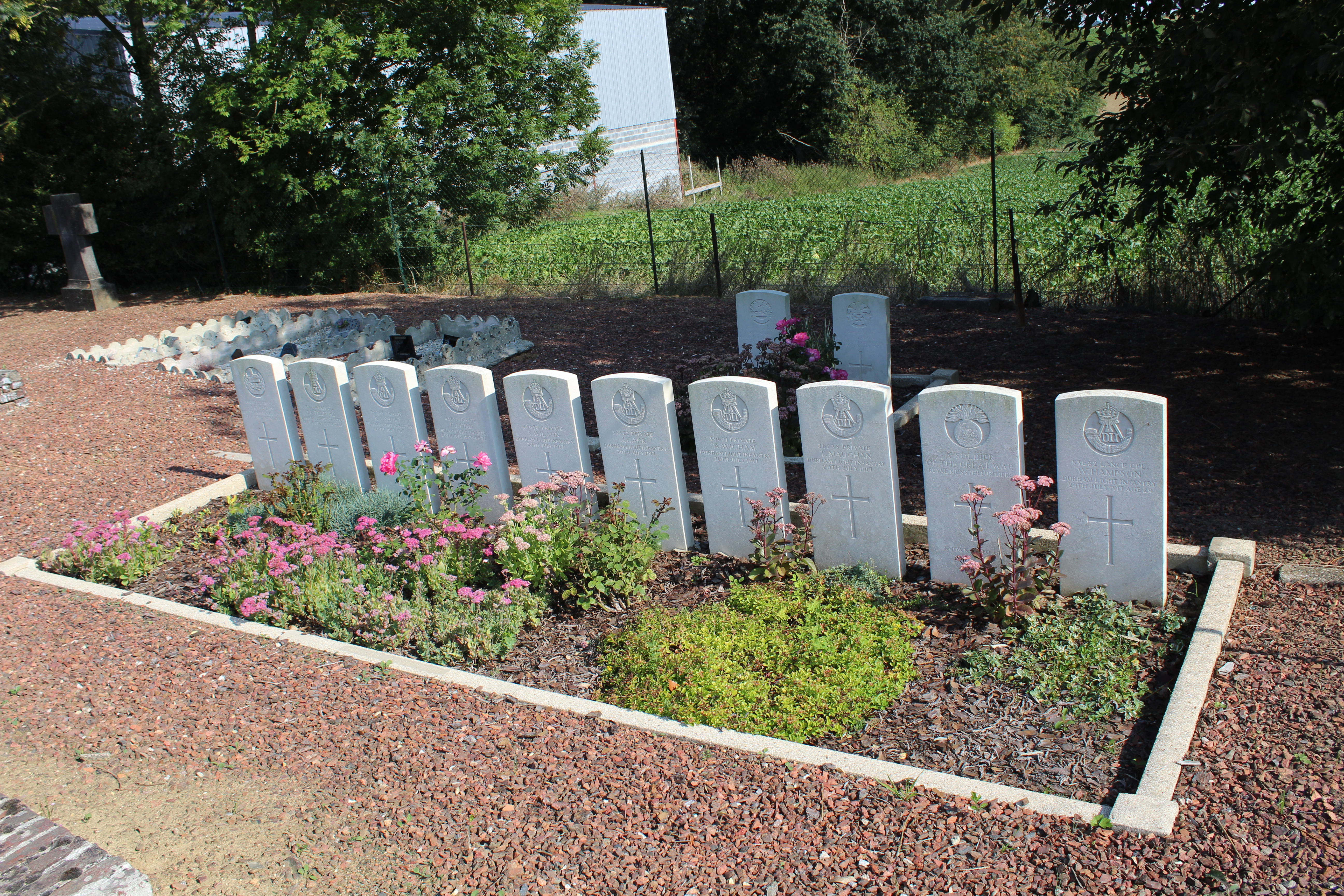
Kriegsgräber des Commonwealth auf dem Friedhof von Lempire